# AJ Kitt
Alvar Ross „AJ“ Kitt (* 13. September 1968 in Rochester, New York) ist ein ehemaliger US-amerikanischer Skirennläufer.

## Biografie
Kitt erlernte das Skifahren auf einem Hügel in der Nähe von New York, wo seine Eltern als Hobbyskilehrer tätig waren. Erst als Kitt 23 Jahre alt war, verriet er seinen richtigen Namen (die Medien verwendeten allerdings manchmal die Bezeichnung „Alva Junior“). Den Namen, den ihm sein Vater (ein Druckereibesitzer und Verleger) gegeben hatte, empfand er als ausgesprochen englisch-altmodisch.
Seine ersten Punkte im Weltcup gewann er am 23. Januar 1988 als Zwölfter der Abfahrt in Leukerbad. Während der nächsten zwei Jahre war er vor allem im Nor-Am Cup erfolgreich. In der Saison 1988/89 gewann er die Abfahrts- und Super-G-Wertung und in der Saison 1989/90 nochmals die Abfahrtswertung. Ab 1990 konnte er sich auch im Weltcup regelmäßig in den Punkterängen platzieren. Im September 1990 gelang ihm bei den Panamerikanischen Spielen in Las Leñas der Gewinn der Goldmedaille im Super-G. Am 7. Dezember 1991 gewann er sein erstes Weltcuprennen, die Abfahrt von Val-d’Isère. Dies sollte zwar sein einziger Sieg bleiben, doch erreichte Kitt in der Folge mehrmals sehr gute Platzierungen. Am Ende der Saison 1991/92 lag er auf dem dritten Platz des Abfahrts-Disziplinenweltcups.
Vor der Abfahrt bei den Olympischen Winterspielen 1992 galt AJ Kitt als Mitfavorit auf den Sieg, doch wurde er schließlich nur Neunter. Seinen größten Erfolg erzielte er bei den Weltmeisterschaften 1993 in Morioka, als er in der Abfahrt hinter dem Schweizer Urs Lehmann und dem Norweger Atle Skårdal die Bronzemedaille gewann.
Nachdem er am 8. Dezember 1995 beim Abschlusstraining der Abfahrt von Gröden einen Kreuzbandriss erlitten hatte, musste Kitt ein Jahr lang pausieren. Danach versuchte er ein Comeback, erreichte aber kaum je einen Platz unter den besten 30 und trat im März 1998 vom Spitzensport zurück. Auf nationaler Ebene hatte er vier Meistertitel gewonnen (Abfahrt 1992 und 1995, Super- G 1991 und 1992).
Nach seinem Rücktritt arbeitete er unter anderem als Analyst und Reporter für CBS, NBC und Outdoor Life Network, trat bei zahlreichen Anlässen als Redner auf entwickelte ein Ernährungsprogramm für Skirennläufer. Heute ist Kitt Designer von Sportgepäck mit der Markenbezeichnung AJ Sport Luggage.

## Erfolge

### Olympische Spiele
- Albertville 1992: 9. Abfahrt, 23. Super-G
- Lillehammer 1994: 17. Abfahrt

### Weltmeisterschaften
- Morioka 1993: 3. Abfahrt
- Sestriere 1997: 23. Abfahrt, 25. Super-G

### Weltcup
AJ Kitt gewann ein Weltcuprennen:
| Datum            | Ort         | Land       | Disziplin |
| ---------------- | ----------- | ---------- | --------- |
| 7. Dezember 1991 | Val-d’Isère | Frankreich | Abfahrt   |

Daneben erreichte er fünfmal einen Podestplatz (viermal in der Abfahrt, einmal im Super-G) und 14 weitere Platzierungen in den besten Zehn (elfmal in der Abfahrt, zweimal in der Kombination und einmal im Super-G).

### Nor-Am Cup
- Saison 1988/89: 1. Abfahrtswertung, 1. Super-G-Wertung
- Saison 1989/90: 1. Abfahrtswertung
- Saison 1994/95: 1. Abfahrtswertung

### Weitere Erfolge
- Panamerikanische Winterspiele 1990: Gold im Super-G und Bronze in der Abfahrt